# Enrichetta di Nassau-Weilburg (duchessa di Württemberg)
Enrichetta di Nassau-Weilburg (Kirchheimbolanden, 22 aprile 1780 – Kirchheim unter Teck, 2 gennaio 1857) fu duchessa di Württemberg per matrimonio.

## Biografia

### Infanzia

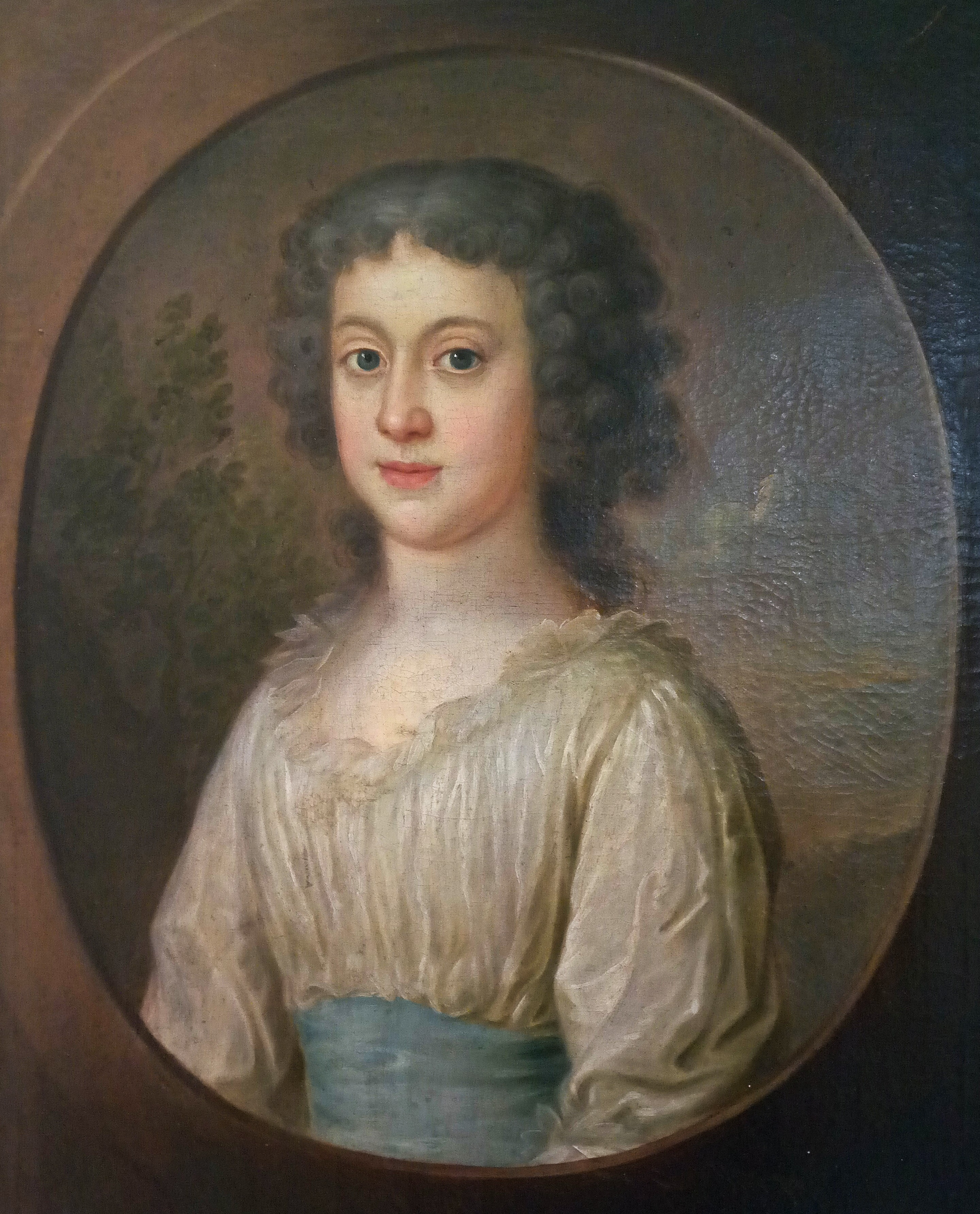
Enrichetta in giovane età

Enrichetta era figlia di Carlo Cristiano di Nassau-Weilburg e di Carolina d'Orange-Nassau. La madre di Enrichetta era a sua volta figlia di Guglielmo IV di Orange-Nassau e di Anna di Hannover.

### Matrimonio

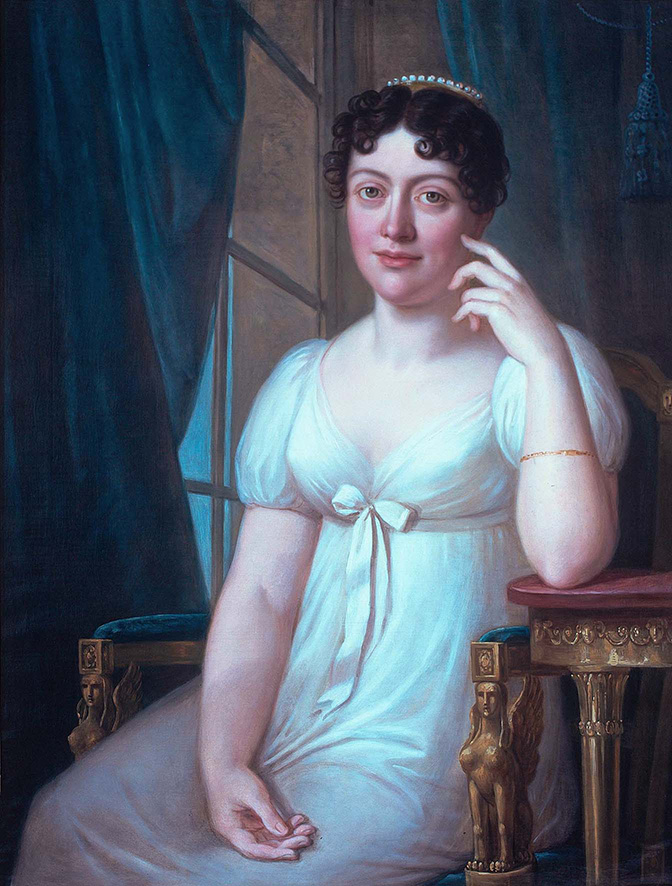
Enrichetta di Nassau-Weilburg

Il 28 gennaio 1797 sposò Ludovico Federico Alessandro di Württemberg, figlio del duca Federico II Eugenio di Württemberg e di Federica Dorotea di Brandeburgo-Schwedt. Inizialmente il marito era nell'esercito prussiano, successivamente, dal 1800, entrò nell'esercito russo. A causa della carriera del marito, Enrichetta e la famiglia si sono spostate in vari posti dell'Europa.

### Ultimi anni

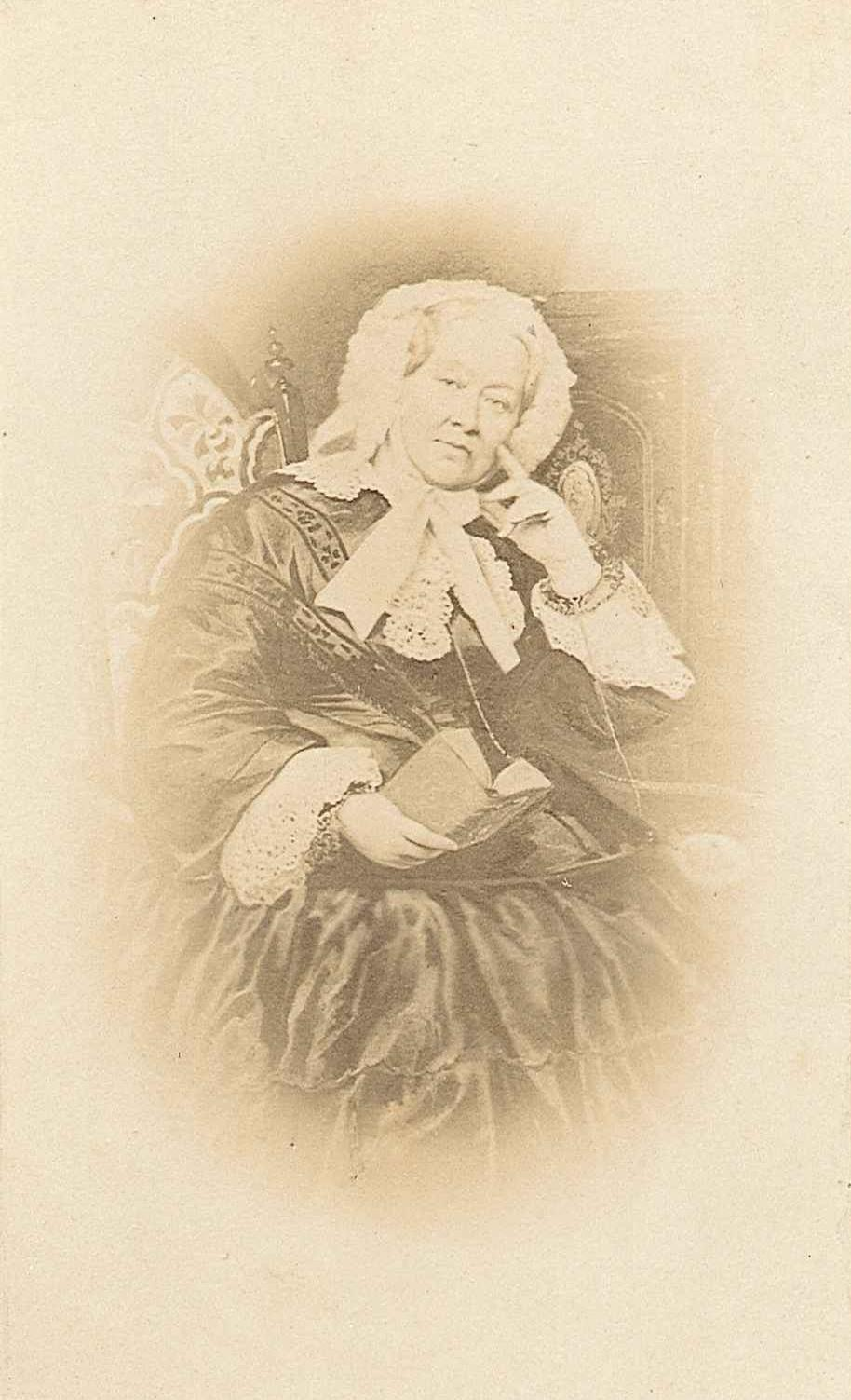
Enrichetta fotografata nel 1857, anno della sua morte

A causa degli enormi debiti contratti dal marito, si dovettero stabilire nel Castello di Kirchheim. Alla morte del marito si impegnò in varie opere di carità; infatti fondò un ospedale, un asilo e i vigili del fuoco volontari.

## Discendenza
Dal matrimonio con Ludovico di Württemberg nacquero cinque figli:
- Duchessa Maria Dorotea Luisa Guglielmina Carolina di Württemberg (1º novembre 1797 - 30 marzo 1855); concesso lo status di altezza reale il 26 dicembre 1805; sposò nel 1819 l'Arciduca Giuseppe, Palatino d'Ungheria (9 marzo 1776 - 13 gennaio 1847).[1]
- Duchessa Amalia Teresa Luisa Guglielmina Filippina di Württemberg (28 giugno 1799 - 28 novembre 1848); concesso lo status di altezza reale il 26 dicembre 1805; sposò nel 1817 Giuseppe, Duca di Sassonia-Altenburg (27 agosto 1789 - 25 novembre 1868).[1]
- Duchessa Paolina Teresa Luisa di Württemberg (4 settembre 1800 - 10 marzo 1873); concesso lo status di altezza reale il 26 dicembre 1805; sposò nel 1820 il cugino di I grado, Guglielmo I di Württemberg.[1]
- Duchessa Elisabetta Alessandrina Costanza di Württemberg (27 febbraio 1802 - 5 dicembre 1864); concesso lo status di altezza reale il 26 dicembre 1805; sposò nel 1830 il Principe Guglielmo di Baden (8 aprile 1792 - 11 ottobre 1859).[1]
- Duca Alessandro Paulo Luigi Costantino di Württemberg (9 settembre 1804 - 4 luglio 1885); concesso lo status di altezza reale il 26 dicembre 1805; sposò morganaticamente, il 2 maggio 1835, la Contessa Claudine Rhédey von Kis-Rhéde, ed ebbe figli (21 settembre 1812 – 1º ottobre 1841);[1] fondò il secondo ramo del Casato di Württemberg, noto come Duchi di Teck.

## Ascendenza
|                                                |                                   |                                                  | Genitori                                 |  |  | Nonni |  |  | Bisnonni                            |  |  | Trisnonni                   |  |
|                                                |                                   |                                                  |                                          |  |  |       |  |  | Giovanni Ernesto di Nassau-Weilburg |  |  | Federico di Nassau-Weilburg |  |
|                                                |                                   |                                                  |                                          |  |  |       |  |  | Giovanni Ernesto di Nassau-Weilburg |  |  | Federico di Nassau-Weilburg |  |
|                                                |                                   | Cristiana Elisabetta di Sayn-Wittgenstein        |                                          |  |  |       |  |  | Giovanni Ernesto di Nassau-Weilburg |  |  |                             |  |
| Carlo Augusto di Nassau-Weilburg               |                                   |                                                  |                                          |  |  |       |  |  | Giovanni Ernesto di Nassau-Weilburg |  |  |                             |  |
|                                                |                                   | Maria Polissena di Leiningen-Dagsburg-Hartenburg | …                                        |  |  |       |  |  |                                     |  |  |                             |  |
|                                                |                                   | Maria Polissena di Leiningen-Dagsburg-Hartenburg | …                                        |  |  |       |  |  |                                     |  |  |                             |  |
|                                                |                                   | Maria Polissena di Leiningen-Dagsburg-Hartenburg | …                                        |  |  |       |  |  |                                     |  |  |                             |  |
| Carlo Cristiano di Nassau-Weilburg             |                                   | Maria Polissena di Leiningen-Dagsburg-Hartenburg |                                          |  |  |       |  |  |                                     |  |  |                             |  |
|                                                |                                   | Giorgio Augusto di Nassau-Idstein                | Giovanni di Nassau-Idstein               |  |  |       |  |  |                                     |  |  |                             |  |
|                                                |                                   | Giorgio Augusto di Nassau-Idstein                | Giovanni di Nassau-Idstein               |  |  |       |  |  |                                     |  |  |                             |  |
|                                                |                                   | Giorgio Augusto di Nassau-Idstein                | Anna di Leiningen-Dagsburg-Falkenburg    |  |  |       |  |  |                                     |  |  |                             |  |
| Augusta Federica Guglielmina di Nassau-Idstein |                                   | Giorgio Augusto di Nassau-Idstein                |                                          |  |  |       |  |  |                                     |  |  |                             |  |
|                                                |                                   | Enrichetta Dorotea di Oettingen-Oettingen        | Alberto Ernesto I di Oettingen           |  |  |       |  |  |                                     |  |  |                             |  |
|                                                |                                   | Enrichetta Dorotea di Oettingen-Oettingen        | Alberto Ernesto I di Oettingen           |  |  |       |  |  |                                     |  |  |                             |  |
|                                                |                                   | Enrichetta Dorotea di Oettingen-Oettingen        | Cristiana Federica di Württemberg        |  |  |       |  |  |                                     |  |  |                             |  |
| Enrichetta di Nassau-Weilburg                  |                                   | Enrichetta Dorotea di Oettingen-Oettingen        |                                          |  |  |       |  |  |                                     |  |  |                             |  |
|                                                | Giovanni Guglielmo Friso d'Orange | Enrico Casimiro II di Nassau-Dietz               |                                          |  |  |       |  |  |                                     |  |  |                             |  |
|                                                | Giovanni Guglielmo Friso d'Orange | Enrico Casimiro II di Nassau-Dietz               |                                          |  |  |       |  |  |                                     |  |  |                             |  |
|                                                | Giovanni Guglielmo Friso d'Orange | Enrichetta Amalia di Anhalt-Dessau               |                                          |  |  |       |  |  |                                     |  |  |                             |  |
| Guglielmo IV di Orange-Nassau                  | Giovanni Guglielmo Friso d'Orange |                                                  |                                          |  |  |       |  |  |                                     |  |  |                             |  |
|                                                |                                   | Maria Luisa d'Assia-Kassel                       | Carlo I d'Assia-Kassel                   |  |  |       |  |  |                                     |  |  |                             |  |
|                                                |                                   | Maria Luisa d'Assia-Kassel                       | Carlo I d'Assia-Kassel                   |  |  |       |  |  |                                     |  |  |                             |  |
|                                                |                                   | Maria Luisa d'Assia-Kassel                       | Amalia di Curlandia                      |  |  |       |  |  |                                     |  |  |                             |  |
| Carolina d'Orange-Nassau                       |                                   | Maria Luisa d'Assia-Kassel                       |                                          |  |  |       |  |  |                                     |  |  |                             |  |
|                                                |                                   | Giorgio II di Gran Bretagna                      | Giorgio I di Gran Bretagna               |  |  |       |  |  |                                     |  |  |                             |  |
|                                                |                                   | Giorgio II di Gran Bretagna                      | Giorgio I di Gran Bretagna               |  |  |       |  |  |                                     |  |  |                             |  |
|                                                |                                   | Giorgio II di Gran Bretagna                      | Sofia Dorotea di Celle                   |  |  |       |  |  |                                     |  |  |                             |  |
| Anna di Hannover                               |                                   | Giorgio II di Gran Bretagna                      |                                          |  |  |       |  |  |                                     |  |  |                             |  |
|                                                |                                   | Carolina di Brandeburgo-Ansbach                  | Giovanni Federico di Brandeburgo-Ansbach |  |  |       |  |  |                                     |  |  |                             |  |
|                                                |                                   | Carolina di Brandeburgo-Ansbach                  | Giovanni Federico di Brandeburgo-Ansbach |  |  |       |  |  |                                     |  |  |                             |  |
|                                                |                                   | Carolina di Brandeburgo-Ansbach                  | Eleonora Erdmuthe di Sassonia-Eisenach   |  |  |       |  |  |                                     |  |  |                             |  |
|                                                |                                   | Carolina di Brandeburgo-Ansbach                  |                                          |  |  |       |  |  |                                     |  |  |                             |  |